# Iłona Semkiw
Iłona Wołodymyriwna Semkiw-Dydiak (ukr. Ілона Володимирівна Семків; ur. 21 września 1994) – ukraińska zapaśniczka, srebrna medalistka mistrzostw Europy w kat. 48 kg z 2017. Szósta w Pucharze świata w 2017 i ósma w 2014. Druga na ME U-23 w 2017 i trzecia w 2016. Mistrzyni Europy juniorów w 2013 roku.